# لوبيا بصلية درنية
لوبيا بصيلية درنية (الاسم العلمي:Pachyrhizus tuberosus) هي نوع من النبات يتبع جنس اللوبيا البصلية من فصيلة البقولية.